# Listă de companii din Estonia
Aceasta este o listă de companii din Estonia.
- Baltika
- Eesti Raudtee
- Eesti Telecom
- Elcoteq
- Estiko
- Hansapank
- Harju Elekter
- Klement Clothing
- Merko Ehitus
- Norma
- Rakvere Meat
- Saku Brewery
- SMR Teed AS
- Tallink
- Tallinna farmaatsiatehas
- Viisnurk